# Nhân hoài nghi
Nhân hoài nghi tập hợp các nơron vận động, nằm sâu trong cấu tạo lưới. Chi tiết giải phẫu này do Jacob Clarke đặt tên. Nhân hoài nghi chứa các thân neuron chi phối cơ của khẩu cái mềm, hầu và thanh quản có liên quan đến lời nói và nuốt. Cũng như các neuron vận động, nhân hoài nghi chứa các sợi phó giao cảm trước hạch có chức năng chi phối sợi phó giao cảm sau hạch ở tim.

## Chức năng
Nhân hoài nghi chi phối vận động các cơ của khẩu cái mềm , hầu, thanh quản và thực quản trên cùng bên. Tổn thương nhân hoài nghi gây nói giọng mũi, khó nuốt, khàn giọng và lưỡi gà lệch về bên bên đối diện. Các sợi thần kinh trước hạch đến tim cũng đi qua cấu tạo ngoài của nhân.

## Một số hình ảnh

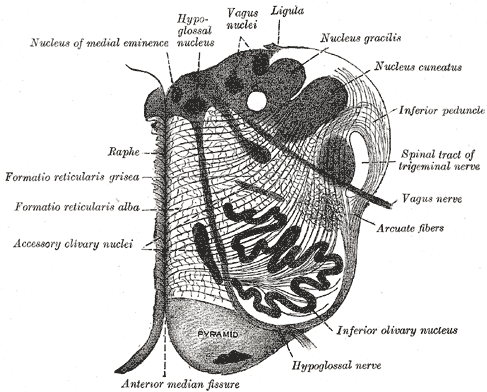
Thiết đồ cắt hành tủy, giữa trám tủy
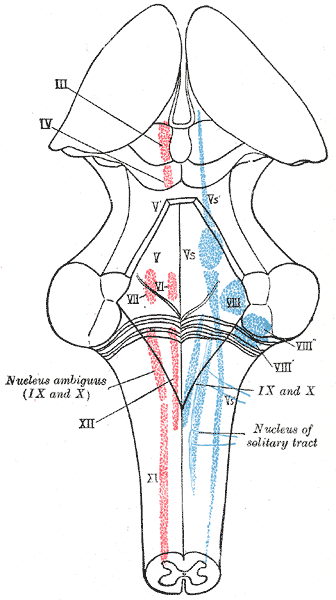
Nhìn từ mặt sau, sơ đồ vẽ nhân dây thần kinh sọ. Nhân vận động màu đỏ; nhân cảm giác màu xanh lam.
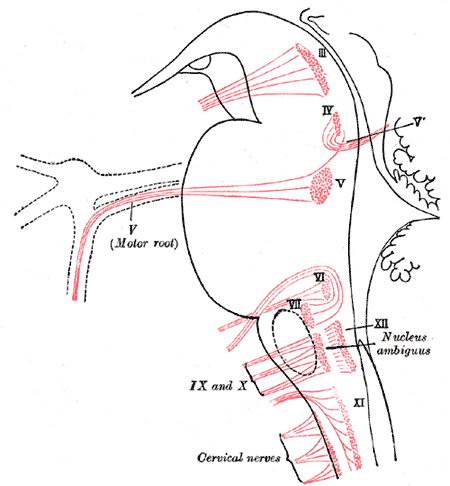
Giải đồ vẽ nhân thực của neuron vận động, nhìn từ mặt bên.
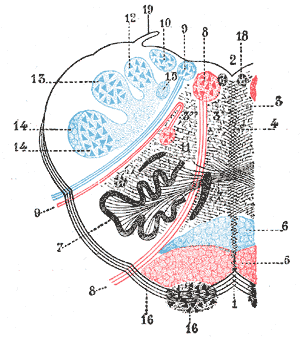
Cấu tạo lưới của ống tủy, thiết đồ cắt ngang đi qua giữa trám tủy.